# Прибіслав
Прибіслав (*Pribislav, д/н  —бл. 800) — князь Карантанії (Хорутанії) у 786—800 роках.

## Життєпис
Ймовірно походив з династії Борута. Був сином або небожем князя Валтунка. Близько 786 року успадкував владу. Продовжив політику християнізації. Водночас зберіг вірність герцогству Баварію.
У 788 році баварський герцог Тассілон III вступив в суперечку з Карлом Великим, королем франків. В цій ситуації Прибіслав не надавав підтримки баварському герцогу, зберігши нейтралітет. Після поразки Тассілона III того ж року, князь Карантії визнав зверхність франків.
У 791—796 роках разом з франками брав участь у трьох походах проти Аварського каганату, внаслідок якого ця держава перестала існувати. Водночас посилився один з родичів Валтунка, можливо младший брат Прибіслава — Доміслав (відомий як Доміціан Карантійський). Останній можливо поділяв владу або заміняв Прибіслава під час відсутності в державі. Відомий насамперед як легендарний засновник абатства в сучасному Мілльштатті.
Прибіслав помер 800 року або невдовзі після цього. Цим скористався Карл Великий, який впровадив підпорядкування Карантанії Фріульський та Істрійський маркграфствам, а церковну територію було перепорядковану патріарху Аквілеї. В результаті влада спадкоємця — Семіка опинилася обмеженою.